# Antiphytum peninsulare
Antiphytum peninsulare är en strävbladig växtart som först beskrevs av Joseph Nelson Rose, och fick sitt nu gällande namn av Ivan Murray Johnston. Antiphytum peninsulare ingår i släktet Antiphytum och familjen strävbladiga växter. Inga underarter finns listade i Catalogue of Life.